# Зборник фраза за избеглице
Зборник фраза за избеглице (енгл. Refugee Phrasebook) је онлајн збирка корисног речника и фраза за избеглице које су недавно стигле у разне европске и потенцијално друге земље домаћине. Објављен као софтвер отвореног кода, то је вишејезични алат који пружа основни користан речник везан за најчешће непосредне потребе избеглица и њихових помагача. Од почетка 2022. године, нуди фразе на више од 28 језика, укључујући арапски, персијски, турски, дари, босански, албански, енглески, немачки, мађарски и друге. Како би се подржало избеглице које морају да комуницирају у новим језичким ситуацијама, свако може слободно да прилагоди, одштампа и дистрибуира парове преведених важних фраза у основним свакодневним ситуацијама.

## Опис
Зборник фраза за избеглице покренуле су жене имигрантског порекла у Берлину, у Немачкој, у контексту доласка стотина хиљада избеглица 2015. године. То је отворени колаборативни пројекат који пружа основни вокабулар избеглицама. Окупља важне фразе из различитих области и подстиче дизајнере и стручњаке у тој области да унапреде материјал. Док је прва збирка фраза била ограничена на затворени документ са уским фокусом, волонтери су брзо мигрирали податке у отворену табелу у Google табелама и значајно повећали број учесника са својом мрежом. Овај корак је такође нагласио посвећеност транспарентности и отворености објављивањем података са лиценцом Creative Commons (CC0), која се може поново користити за пројекте помоћи избеглицама свуда. Због захтева за превод од стране помоћника, дужина табела се више него утростручила од почетка. Од почетка 2022. године, фразе сада обухватају широк спектар тема, од једноставног „Здраво“ до „Морам да видим лекара“, покривајући општи скуп фраза, као и реченица за правне и медицинске потребе.
Локалне иницијативе су добродошле да прилагоде, одштампају и дистрибуирају сав садржај странице пројекта како би подржале избеглице у свим регионима. Тренутно садржи речник на 28 језика:
- Зборник фраза за избеглице (оријентациони / вишенаменски) тренутно >561 ставке на >44 језика
- Медицински разговорник тренутно садржи 150 чланака на 28 језика, отприлике 80% преведено
- Правни разговорник тренутно тражи адвокате за допринос

Подстакнут руском инвазијом на Украјину 2022. године, Збирка фраза за избеглице додала је корисне фразе на украјинском, енглеском и језицима земаља домаћина као што су немачки, пољски и словачки. 
Пројекат је некомерцијалан, књиге су доступне бесплатно и обезбеђене без даљег политичког или личног брендирања. Садржај је слободно доступан под Creative Commons лиценцом (CC0) и може га поново користити било ко свуда.
Пројекат, уз подршку Фондације за отворено знање Немачке, координира берлинска група за подршку „Refugee Phrasebook“ и стално га проширују бројни волонтери, међу којима је и Викимедија Немачка. Даље, не полаже право на власништво над садржајем, јер је у питању групно финансирање. 
Детаљне и ажуриране информације о пројекту, као и верзије разговорника за штампање за различите регионе, објављене су као Зборник фраза за избеглице на Викибуксу. 

## Признање
Немачки веб-сајт Redaktionsnetzwerk Deutschland је у марту 2022. године препоручио Зборник фраза за избеглице као користан алат за дигитално превођење, поред Google преводиоца и Microsoft преводиоца.  Према Creative Commons-у, пројекат се проширио широм Европе, привлачећи светску штампу као што су The Guardian, Wired, Newsweek, STERN magazine, Die Zeit и Der Spiegel, а освојио је и награду Prix Ars Electronica „Award of Distinction“ за дигиталне заједнице.

## Тим
Зборником фраза за избеглице тј. платформом refugeephrasebook.de на којој се налази тренутно координирају: Пол Фајгелфелд (Берлин), Каојмхе Галагер (Даблин), Маркус Нојшефер (Берлин). Чланови тима имају искуство у академским круговима (књижевност, медијске студије, културне студије, историја, историја уметности, политичке науке) и уметности (вајарство, медијска уметност, курирање, онлајн платформа e-flux) и активизму отворених података (Open Knowledge Deutschland e.V.).